# 第43回高松宮杯競輪
第43回高松宮杯競輪（第43かい たかまつのみやはいけいりん）は、1992年5月30日から6月4日まで、大津びわこ競輪場で行われた。

## 決勝までの道のり
当年3月に行なわれた日本選手権競輪（前橋競輪場）で、特別競輪（現在のGI）初優勝を果たした吉岡稔真は、当大会直前に開催された第1回寛仁親王牌（前橋）において完全優勝を果たし、不動の本命に推されていた。
一方、寛仁親王牌における3戦に加え、国際競輪グランプリでも吉岡の番手につけながら一度も抜くことができなかった中野浩一が、吉岡を破ることを目標とするとともに、悲願の宮杯初優勝をかけて挑んだのが当大会であった。
中野は初戦の特選と西日本王座決定戦（西・準決勝）で吉岡にじかマークしたが、上記の大会で他を圧倒する走りを見せ続けた吉岡の動きには程遠いと感じた中野は、特に西・準決勝では、4着以内であれば自動的、5着でも条件次第で決勝へと進出できることから、ゴール直前まで吉岡をギリギリで残す策に出たが、吉岡は5着に終わり（中野は3着）、東日本王座決定戦（東・準決勝）の結果待ちとなった。そして東・準決勝の5着は滝澤正光となり、前2走における成績により決勝進出者が決定されることになった。結果、滝澤が1着、1着だったのに対し、吉岡は7着、1着だったことから、滝澤が決勝進出となった。

## 決勝戦
- 6月4日（木）

| 着順 | 車番 | 選手       | 登録地 |
| ---- | ---- | ---------- | ------ |
| 1    | 2    | 滝澤正光   | 千葉県 |
| 2    | 3    | 中野浩一   | 福岡県 |
| 3    | 5    | 井上茂徳   | 佐賀県 |
| 4    | 9    | 神山雄一郎 | 栃木県 |
| 5    | 8    | 三宅勝彦   | 岡山県 |
| 6    | 4    | 梶應弘樹   | 愛媛県 |
| 7    | 6    | 東出剛     | 千葉県 |
| 8    | 7    | 山口健治   | 東京都 |
| 9    | 1    | 尾崎雅彦   | 東京都 |

- 払戻金
  - 連勝単式（枠番連勝単式）　2－3　1990円

## レース概要
ジャンが鳴って、三宅－中野－井上が誘導員を抑えて前に出るや、すかさず滝澤－東出－梶應が抑えに出て正攻法位置へ。さらに神山－尾崎－山口が最終ホーム付近で出切り、神山が先行体勢を取った。そして滝澤が神山後位で粘って尾崎と競りになったが、バックストレッチ通過付近で尾崎を競り落とし、神山の番手をキープ。
一方、後方に置かれてしまった中野－井上だが、最終2センター付近より、中野が捲って出た。そして前方では、4角付近で滝澤が神山を交わし先頭に立った。直線では、逃げる滝澤、捲り追い込みを図る中野、さらに外から追い込みをかける井上の3人による攻防が展開されたが、わずかに滝澤が中野を退け、当大会5度目の優勝を果たした。2着に中野、3着井上。
当時、中野、井上、滝澤の3人のことを、競輪界の「三強」と称していたが、特別競輪においてこの3人が表彰台を独占したケースは、これが最初で最後のことだった。

## 中野浩一引退
ゴール通過後、中野は右こぶしを下に振り落とし、悔しさを露にしたが、当大会の決勝戦が行なわれた翌5日のNHKの朝7時のニュースで、中野がこの一戦を最後に引退すると報じた。これは正式発表ではなかったが、NHKのニュースで報じられたことで波紋を呼んだため、同月8日、中野は記者会見の場を設けるを発表。そして250名ほどが集まった記者会見において、正式に引退を表明した。